# Cropera aphanta
Cropera aphanta är en fjärilsart som beskrevs av Collenette 1954. Cropera aphanta ingår i släktet Cropera och familjen tofsspinnare. Inga underarter finns listade i Catalogue of Life.